# Пластично изкуство
Пластичните изкуства са дял в изкуството, обхващащ като понятие:
- архитектурата
- приложното изкуство
- декоративното изкуство,
- дизайна
- неконвенционалните форми на обемно изобразително изкуство (като например „опаковането“ на архитектурни обекти)

Разграничението на изкуствата на изящни и пластични се установява окончателно в средата на 18 век.